# Teretrius poneli
Teretrius poneli är en skalbaggsart som beskrevs av Yves Gomy 2005. Teretrius poneli ingår i släktet Teretrius och familjen stumpbaggar. Inga underarter finns listade i Catalogue of Life.